# Camponotus cerberulus
Camponotus cerberulus är en myrart som beskrevs av Carlo Emery 1920. Camponotus cerberulus ingår i släktet hästmyror, och familjen myror. Inga underarter finns listade.

## Bildgalleri

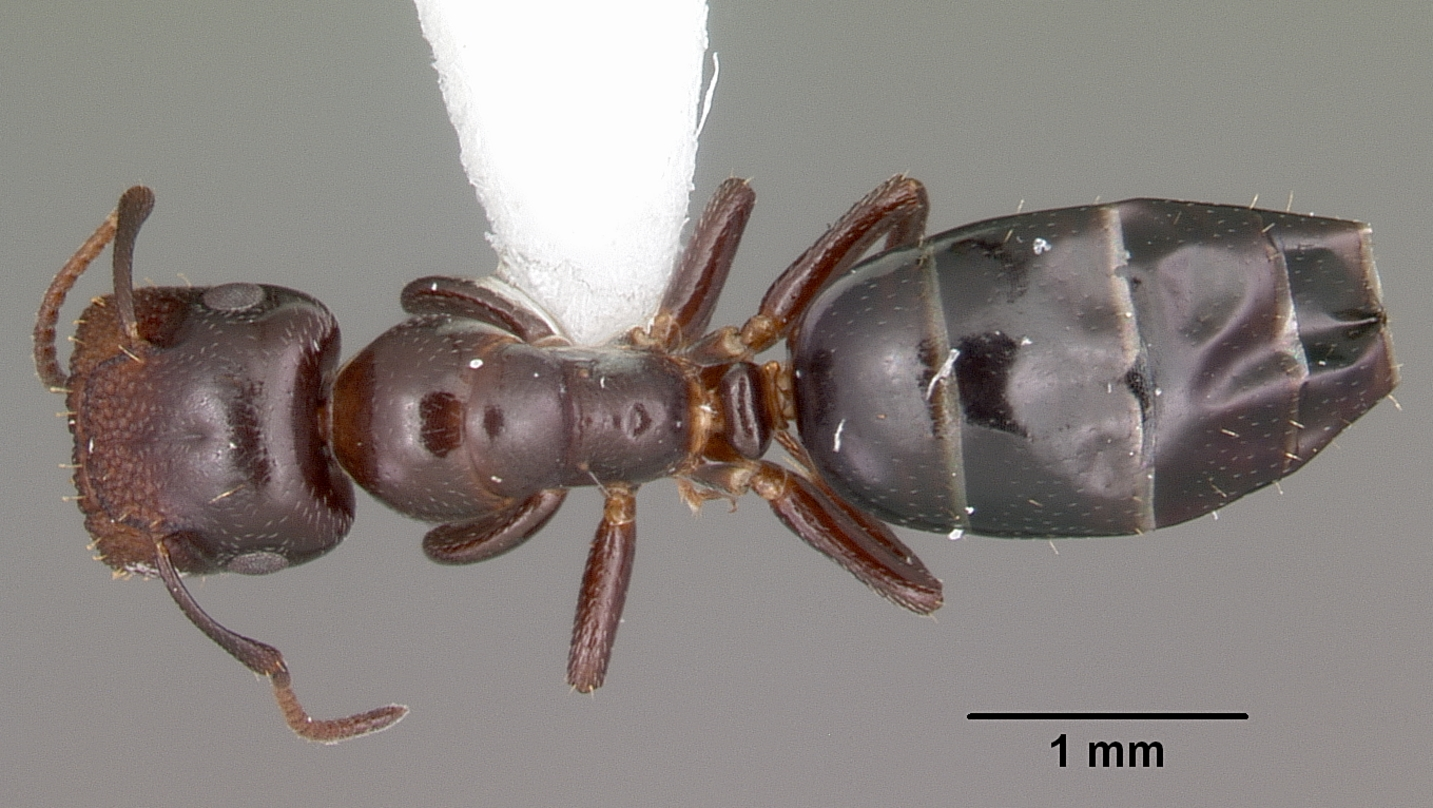
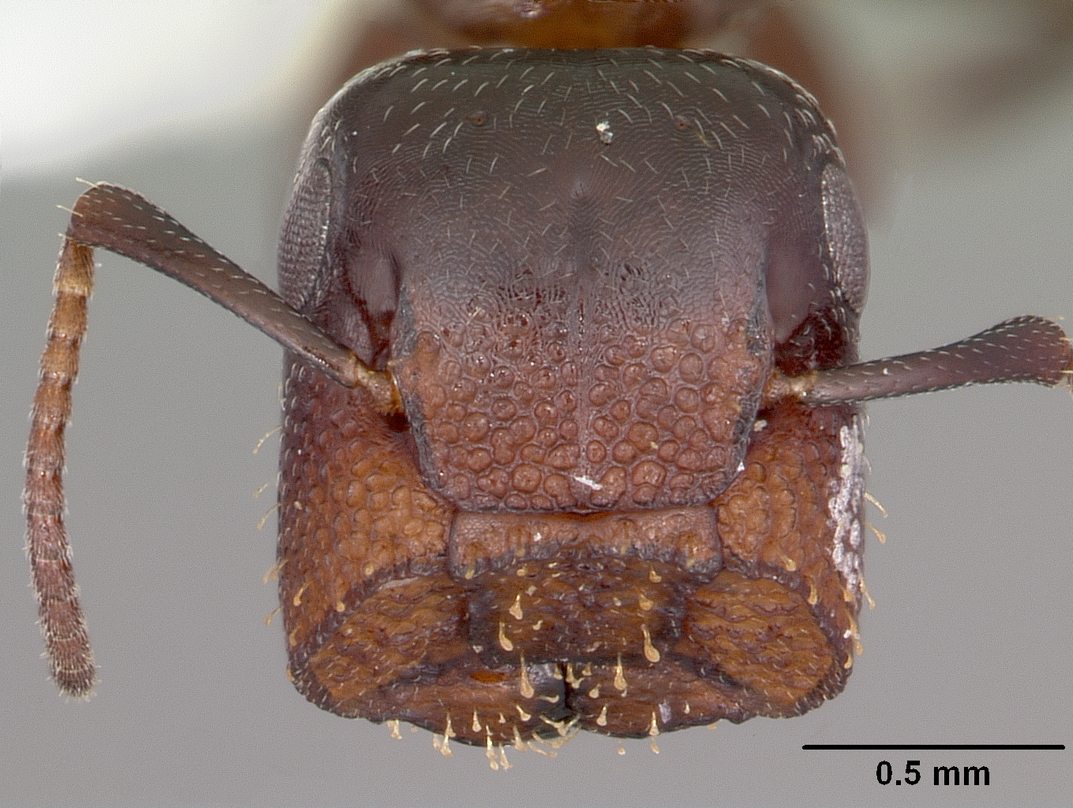
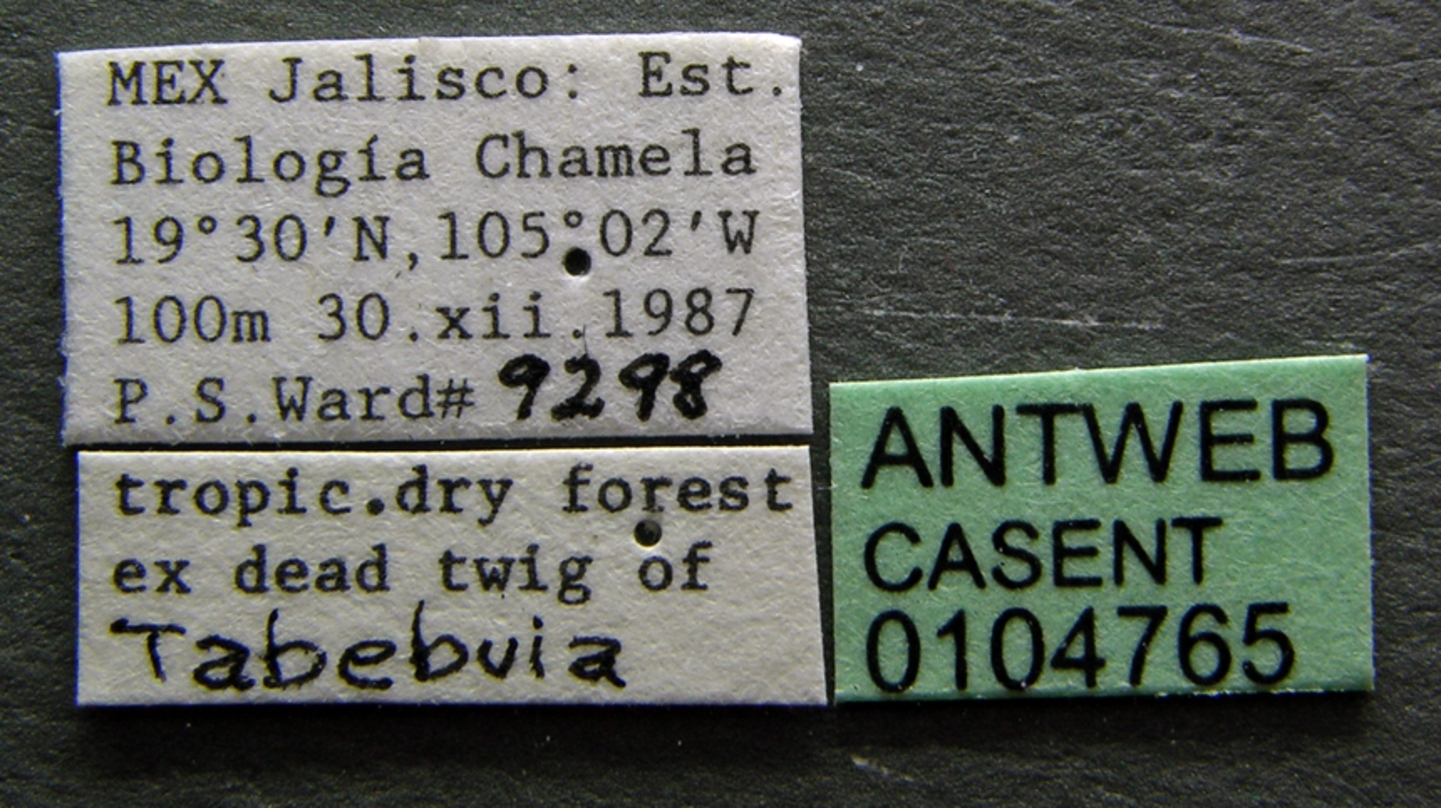
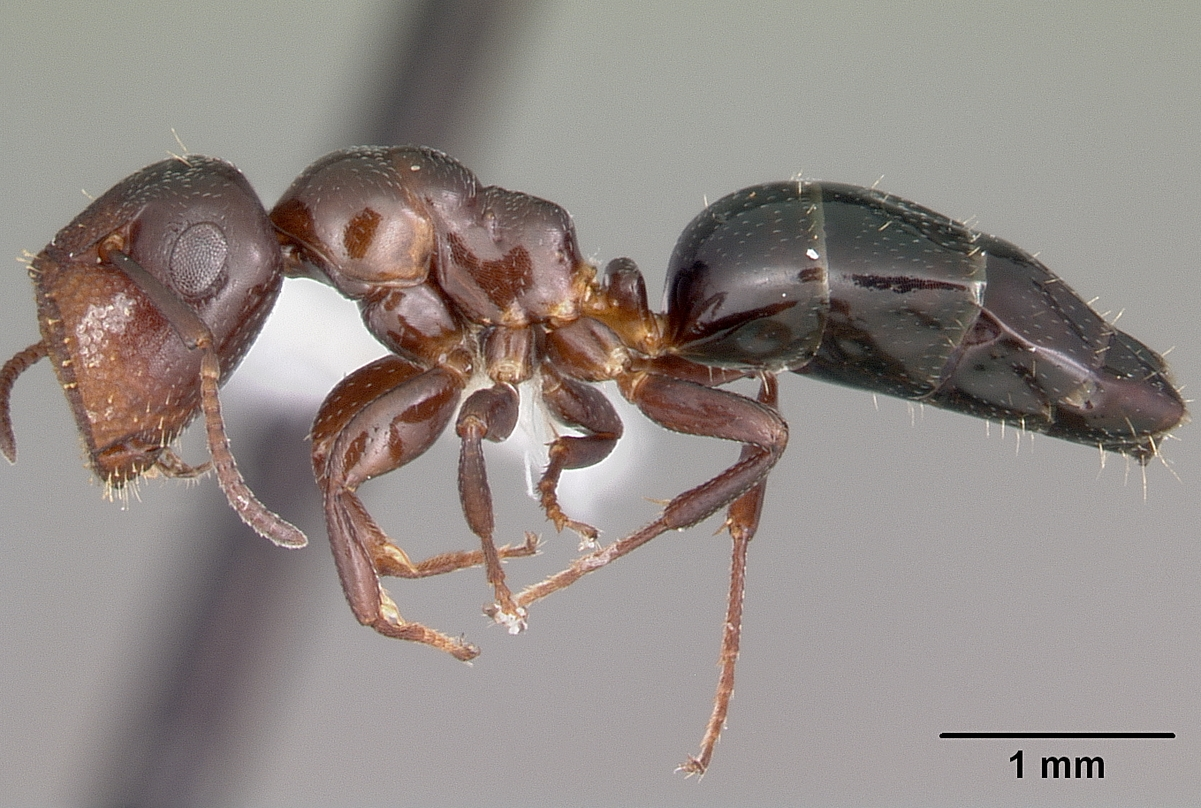
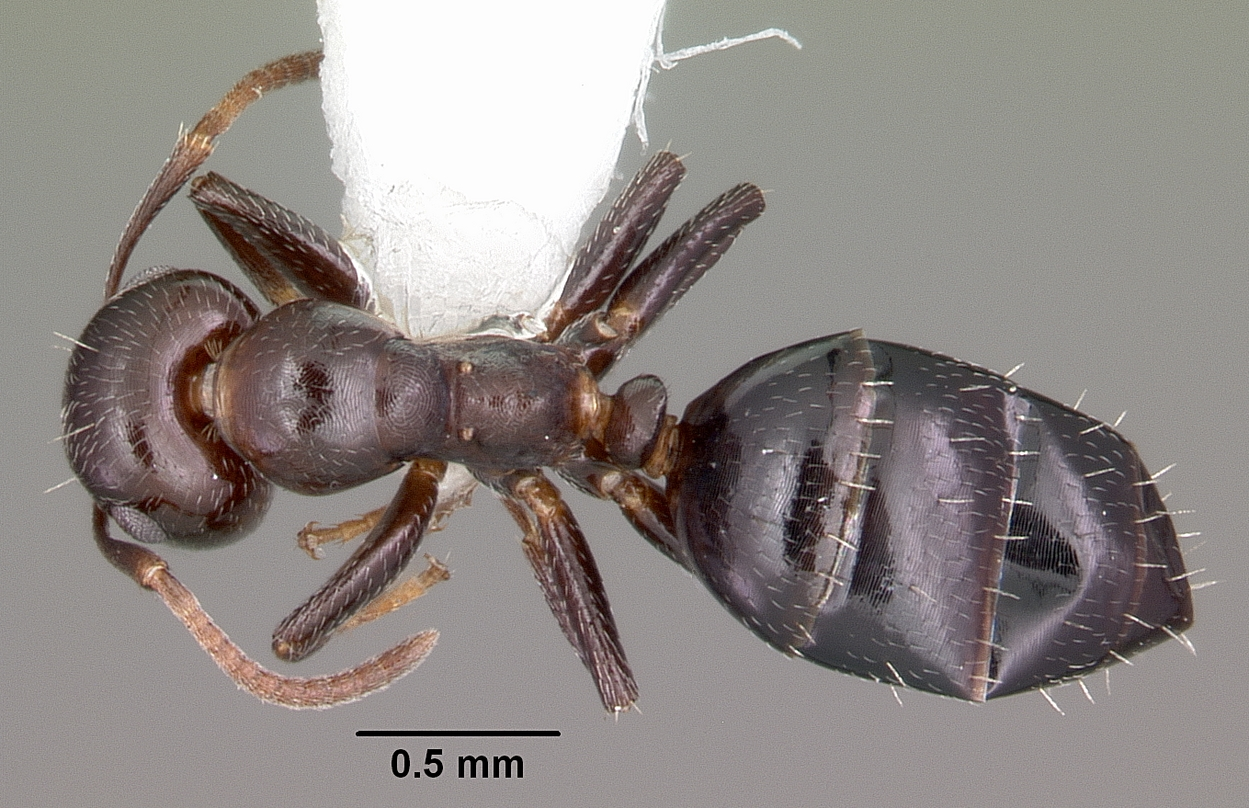
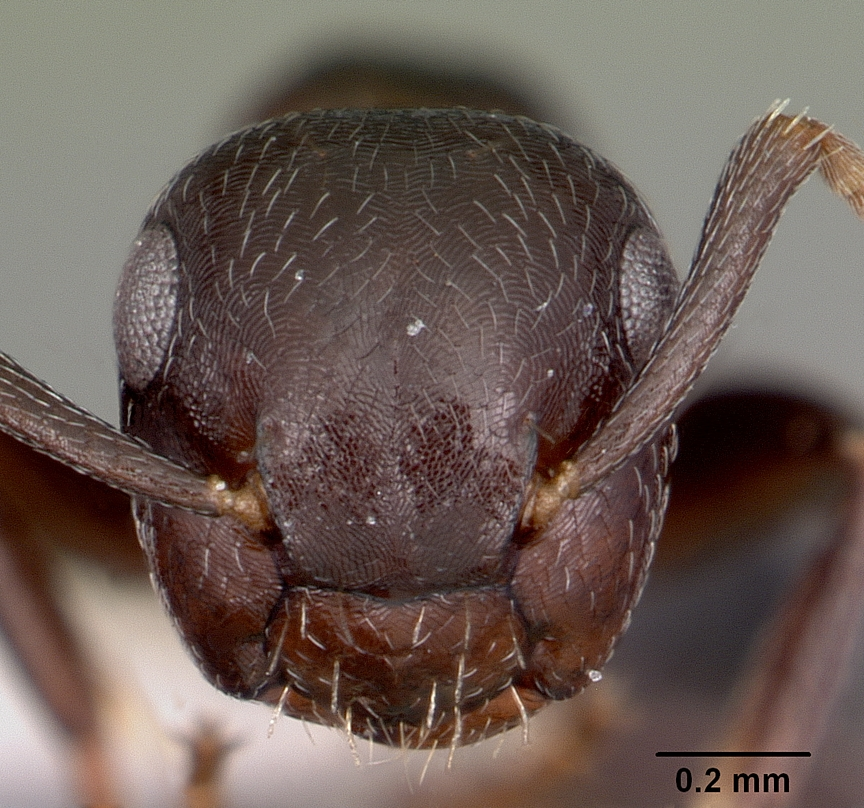